# Dürrenhorn
Il Dürrenhorn (4.035 m s.l.m. - detto anche Dirruhorn) è una montagna svizzera del Massiccio del Mischabel nelle Alpi Pennine. Si trova nel Canton Vallese.

## Caratteristiche
Si trova al termine della cresta detta Nadelgrat la quale parte dal Lenzspitze e passa attraverso il Nadelhorn, lo Stecknadelhorn e l'Hohberghorn.

## Salita alla vetta
La prima ascensione fu compiuta il 7 settembre 1879 da Albert Mummery e William Penhall con le guide Alexander Burgener e Ferdinand Imseng.
Oggi si può salire sulla montagna partendo dalla Bordierhütte.